# Accademia d'arte giapponese

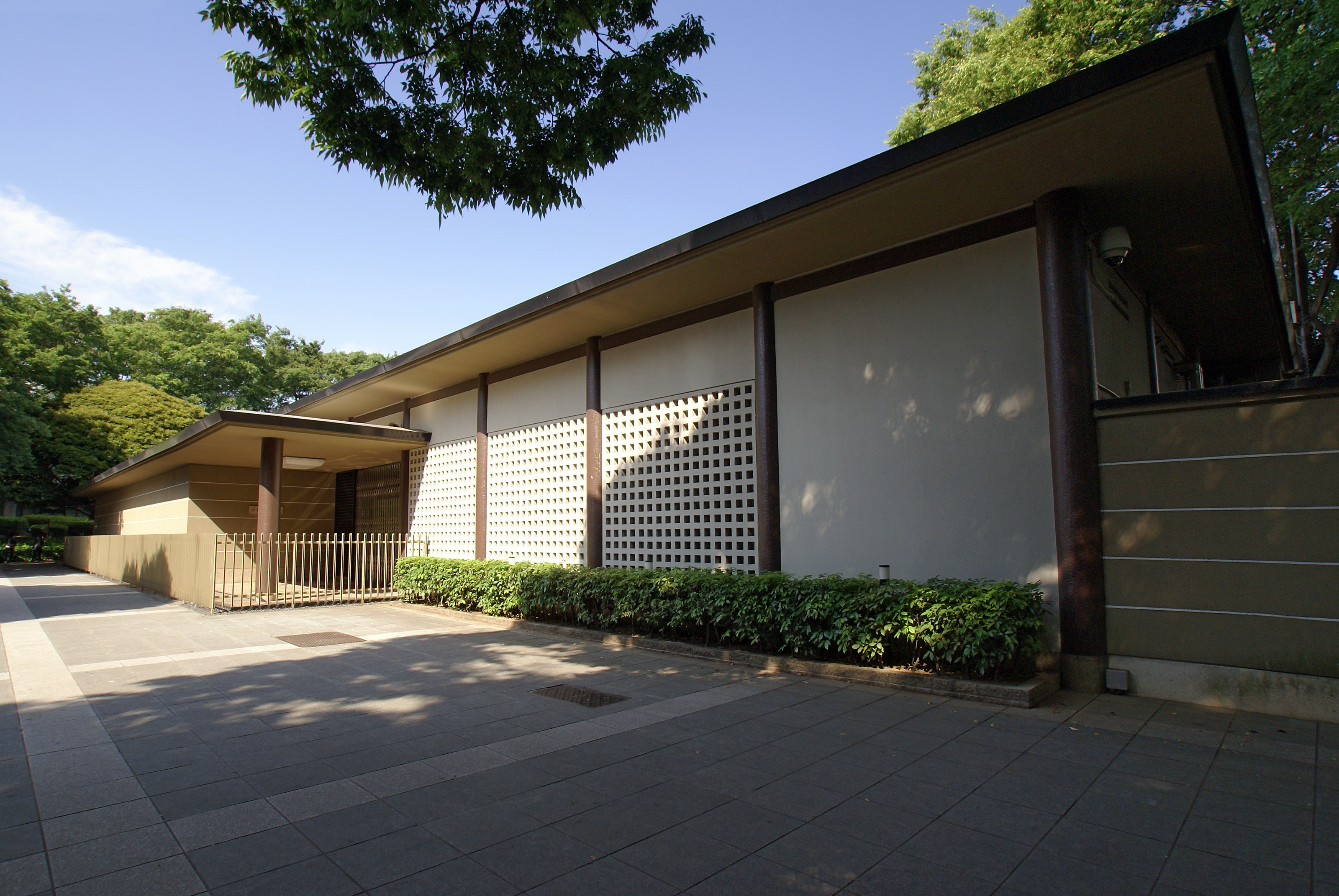
Sede dell'Accademia d'arte giapponese nel Parco di Ueno, Tokyo

L'Accademia d'arte giapponese (日本 芸術院, Nihon Geijutsuin, in inglese The Japan Art Academy) è un organismo culturale e accademico con lo status di organizzazione speciale (特別の機関, Tokubetsu no kikan), dell'Agenzia per gli Affari Culturali del Ministero dell'Istruzione, cultura, sport, scienza e tecnologia del Giappone (MEXT).
Si occupa e delibera su questioni che riguardano la cultura e l'arte, fornisce consulenza al MEXT e al Commissario dell'Agenzia per gli Affari Culturali e sostiene lo sviluppo delle arti attraverso la principale mostra d'arte annuale del Giappone, nota come Nitten (日展), abbreviazione di Nihon bijutsu tenrankai, e un premio annuale suddiviso in cinque categorie (arti visive, musica, letteratura, danza e arti dello spettacolo).
La sua sede è nel Parco di Ueno a Tokyo, in un edificio costruito nel 1958 su progetto di Isoya Yoshid.

## Storia
Le origini dell'Accademia d'arte giapponese sono generalmente collegate all'istituzione nel 1907 della Commissione di selezione delle arti (美術審査委員会 Bijutsu shinsa inkai) da parte del Ministero dell'istruzione (文部省, Monbushō), che promulgò nello stesso anno il Regolamento per le mostre d'arte, con l'obiettivo di creare una piattaforma comune per il mondo dell'arte giapponese, allora diviso tra diverse scuole e orientamenti (pittura di tradizione giapponese e pittura di stile occidentale), fornire standard di qualità e una sede per le mostre d'arte nell'era Meiji, su modello del "salon" francese.
Per quanto riguarda la letteratura, il Ministero dell'Istruzione istituì nel 1904 la Commissione per le arti letterarie, con il compito di incoraggiare e promuovere le opere letterarie e la letteratura nazionale, ma il progetto non ebbe successo, venne interrotto nel giugno 1912, con all'attivo pochi risultati, tra cui la traduzione del Faust di Mori Ōgai e l'assegnazione di un premio allo scrittore e drammaturgo Tsubouchi Shōyō.

### Bunten (1907-1918)

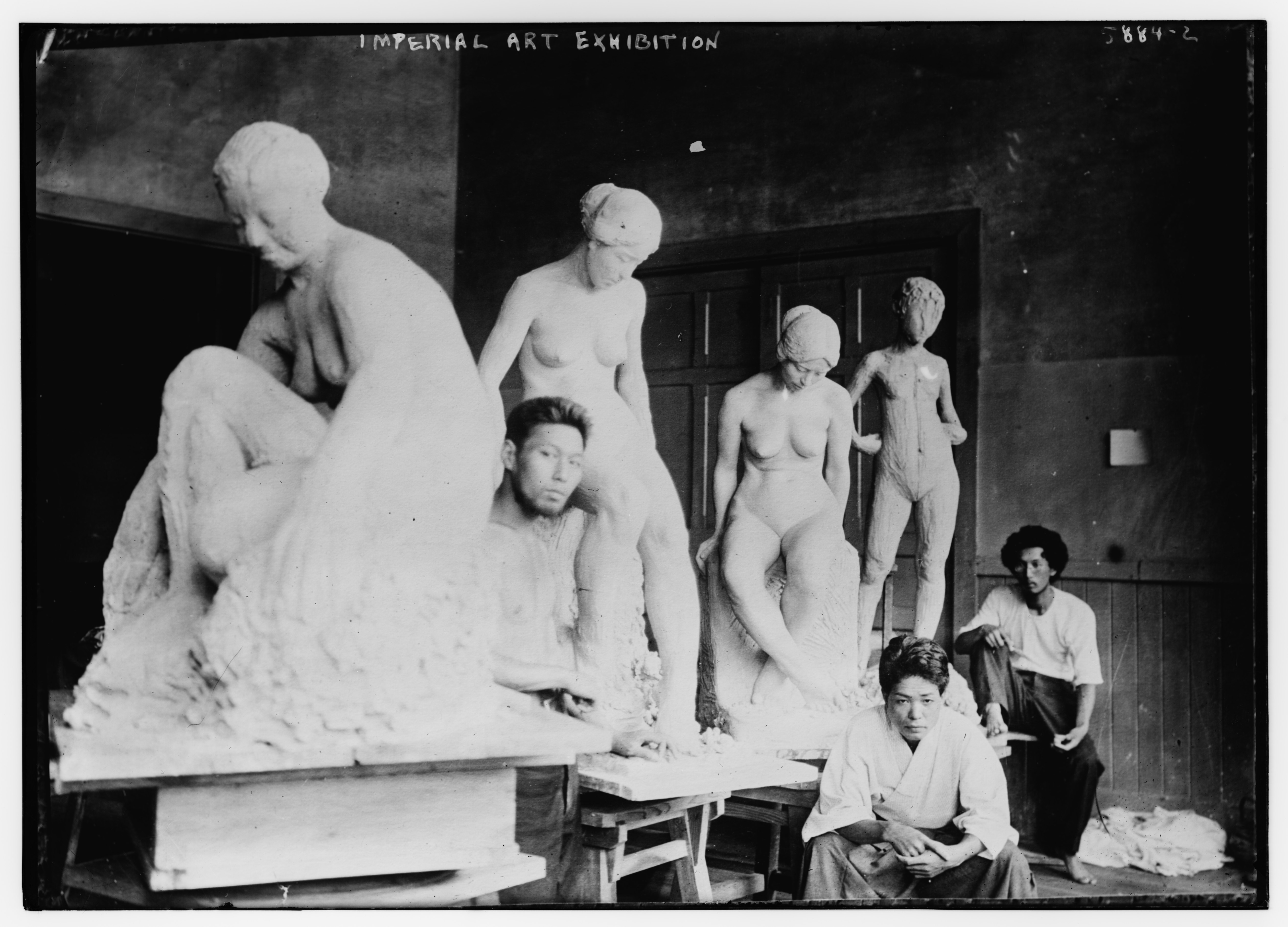
Prima mostra d'arte giapponese, 1907

La prima mostra d'arte governativa fu istituita nel 1907 dal Ministro dell'istruzione Makino Nobuaki, in precedenza ambasciatore in Italia e Austria, esperto di amministrazione di belle arti. Comunemente conosciuta con il termine abbreviato Bunten (文展, nome completo Monbushō Bijtsu Tenrankai, 文部省 美術展 覧会), si svolse dal 25 ottobre al 20 novembre 1907 (Meiji 40) presso l'ex Museo dell'Esposizione Industriale di Tokyo nel Parco di Ueno.
La commissione giudicatrice divise le opere presentate in tre sezioni: pittura giapponese, pittura in stile occidentale e scultura. Mantenne la denominazione Bunten fino al 1918 (12ª Bunten).

### Teiten (1919-1934)

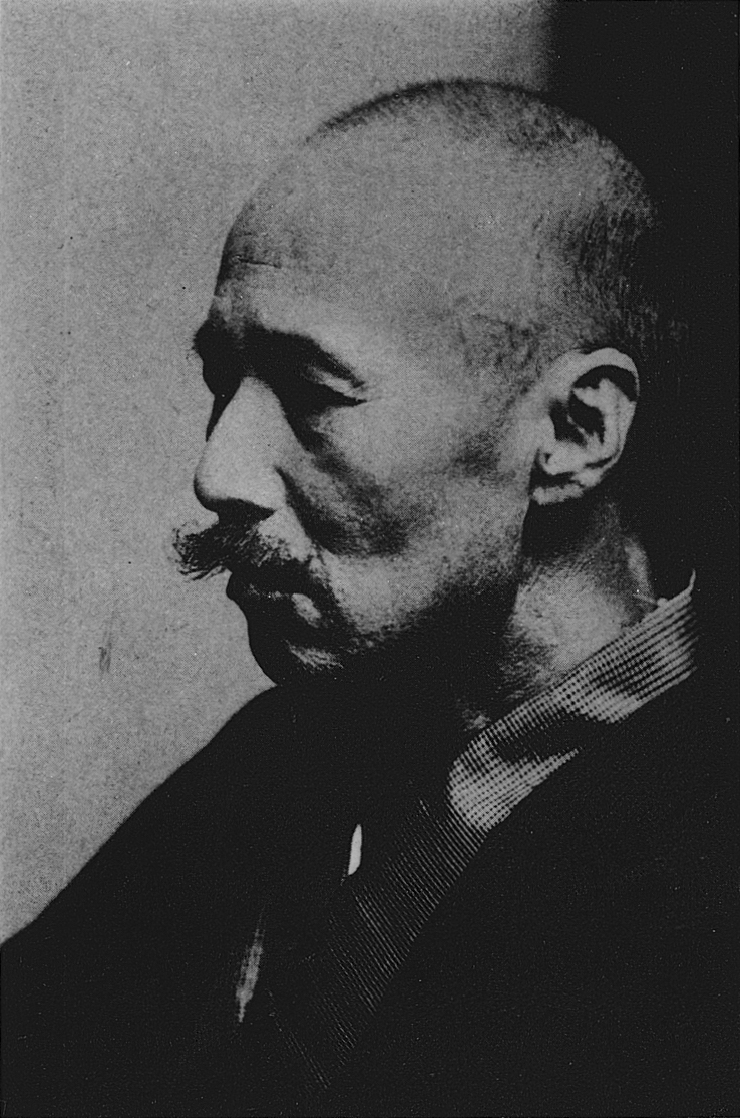
Lo scrittore Mori Ōgai, Direttore dell'Accademia dal 1919 al 1922

Nel settembre del 1919, a seguito delle critiche mosse alla nomina dei giudici e all'assegnazione dei premi e per cercare di sanare la divisione tra le vecchie e nuove scuole pittoriche, manifestata fin dall'avvio della mostra Bunten con la costituzione di nuove società, come Seiha Doshi Kai, avverse alle iniziative del governo, o addirittura di mostre concorrenti, come quella organizzata in passato dagli artisti del Kokuga Gyokusei Kai, venne fondata l'Accademia Imperiale d'arte, promulgato il nuovo Regolamento e sostituita la vecchia Commissione di selezione delle opere d'arte (Teikoku Bijutsu-in).
Metà dei giudici vennero nominati dal Ministro dell'Istruzione, l'altra metà dall'Accademia Imperiale d'arte; la direzione fu affidata allo scrittore Mori Ōgai. Nello stesso anno si tenne la prima mostra dell'Accademia imperiale d'arte, che cambiò il nome da Bunten a Teiten (abbreviazione di Teikoku Bijutsu Tenrankai 帝国 美術展 覧 会, trad.: Mostra dell'Accademia imperiale d'Arte).
Nel 1923, anno del Grande Terremoto del Kanto, la mostra fu cancellata. Nel 1929 alle tre sezioni esistenti - pittura giapponese, pittura in stile occidentale e scultura - ne venne aggiunta una quarta, "Arti e mestieri".

### Shinbunten (1937-1944)

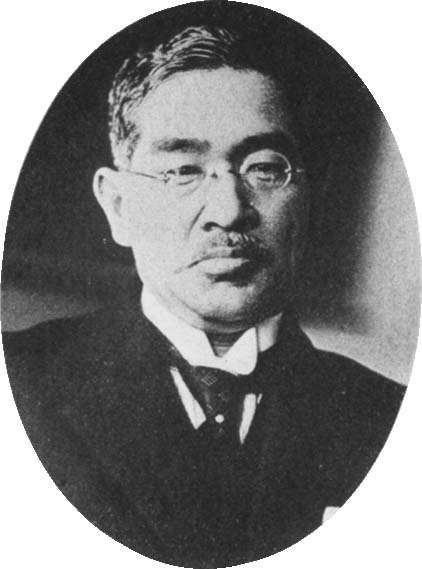
Il Ministro dell'istruzione Genji Matsuda, protagonista negli anni trenta della riorganizzazione dell'Accademia Imperiale delle Arti

Successivamente allo svolgimento della 15ª mostra Teiten nel 1934, il Ministro dell'Istruzione Matsuda Genji sospese l'esposizione, abolì i Regolamenti dell'Accademia Imperiale delle Arti, ridenominata Teikoku Geijutsuin (帝国術術院), ne riorganizzò la struttura, aumentò i membri da trenta a cinquanta, per comprendere un numero maggiore di rappresentanti di gruppi artistici locali e ampliò il raggio delle sue attività alla letteratura, musica, danza e arti teatrali e dello spettacolo. La mostra annuale riprese dal 1936 al 1944 come mostra d'arte del Ministero della Pubblica Istruzione, spesso chiamata Shinbunten.

### Nitten (1946-)
Nel 1946, dopo la seconda guerra mondiale, venute meno le precedenti prerogative dell'imperatore, l'Accademia cambiò il nome in Accademia d'arte giapponese (日本 芸術院) e la mostra annuale venne rinominata Mostra d'arte giapponese (日本美術展覧会, Nihon bijutsu tenrankai), abbreviata in Nitten (日展).
Nel 1958, un'ulteriore riorganizzazione trasformò l'Accademia in un'organizzazione senza scopo di lucro, puramente accademica e di consulenza, e l'organizzazione dell'annuale mostra Nitten venne scorporata e affidata in gestione ad una società privata separata, la Nitten Company.
Nel 2012 Nitten Company ha cambiato il suo status legale in ente di interesse pubblico.

## Sezioni e categorie
L'Accademia d'arte giapponese è sotto l'autorità del Ministero dell’Istruzione, della Cultura, dello Sport, della Scienza e della Tecnologia. È composta da un massimo di 120 membri, selezionati tra artisti di fama e nominati dal Ministero.
Si suddivide in tre sezioni, per un totale di 18 categorie:
Arte
- Pittura tradizionale giapponese (nihonga) e pittura in stile occidentale (yōga)
- Scultura
- Artigianato
- Calligrafia
- Architettura, design
- Fotografia, video immagini

Letteratura
- Romanzi e prosa
- Poesia
- Saggi e traduzioni
- Manga

Musica, teatro, danza
- Nōgaku
- Kabuki
- Bunraku
- Musica tradizionale giapponese (Hōgaku)
- Musica di stile occidentale (Yōgaku)
- Danza
- Recitazione, teatro di marionette
- Film, TV, Anime

## Presidenti dell'Accademia
|                                | Nome                       | Kanji                      | Occupazione                  | Durata    |
| Accademia Imperiale d'Arte     | Accademia Imperiale d'Arte | Accademia Imperiale d'Arte | Accademia Imperiale d'Arte   |           |
| ------------------------------ | -------------------------- | -------------------------- | ---------------------------- | --------- |
| 1                              | Mori Ōgai                  | 森鴎外                     | scrittore e traduttore       | 1919-1922 |
| 2                              | Kuroda Seiki               | 黒田清輝                   | pittore di stile occidentale | 1922-1924 |
| 3                              | Fukuhara Ryōjirō           | 福原鐐二郎                 | politico                     | 1924-1931 |
| 4                              | Masaki Naohiko             | 正木直彦                   | insegnante                   | 1931-1935 |
| 5                              | Shimizu Tōru               | 清水澄                     | politico                     | 1935-1937 |
| Accademia Imperiale delle Arti |                            |                            |                              |           |
|                                | Shimizu Tōru               | 清水澄                     | politico                     | 1937-1947 |
| Accademia delle Arti           |                            |                            |                              |           |
| 1                              | Takahashi Seiichirō        | 高橋誠一郎                 | economista, politico         | 1948-1979 |
| 2                              | Jirō Arimitsu              | 有光次郎                   | insegnante                   | 1979-1990 |
| 3                              | Tadashi Inumaru            | 犬丸直                     | storico dell'arte            | 1990-2004 |
| 4                              | Shumon Miura               | 三浦朱門                   | scrittore, saggista          | 2004-2014 |
| 5                              | Kuroi Senji                | 黒井千次                   | scrittore                    | 2014-2020 |
| 6                              | Shūji Takashina            | 高階秀爾                   | storico dell'arte            | 2020-2023 |
| 7                              | Nomura Mansai              | 高階秀爾                   | attore                       | 2023-     |

## Premi dell'Accademia
A giugno di ogni anno, in presenza dell'imperatore e dell'imperatrice, l'Accademia assegna due diversi premi a opere d'arte eccezionali e a persone che contribuiscono in modo peculiare al progresso delle arti giapponesi:
- il Premio dell'Accademia giapponese delle arti (日本芸術院賞, Nihon Geijutsuin-shō), assegnato a partire dal 1941 e consistente in un certificato di merito, una medaglia e una somma di denaro;
- il Premio Imperiale, Onshi-shō 恩賜賞, assegnato a partire dal 1950 e consistente in un dono offerto dalla famiglia imperiale per evidenziare un risultato individuale.[17]